# DR-Baureihe 99.580
Unter Baureihe 99.580 reihte die Deutsche Reichsbahn am 1. April 1949 bei der Verstaatlichung der privaten Eisenbahnen alle zweiachsigen meterspurigen Dampflokomotiven mit acht Tonnen Achslast ein.
Waren zweiachsige Lokomotiven auf Klein- und Nebenbahnen um 1900 noch sehr verbreitet, so waren inzwischen viele Lokomotiven durch stärkere Bauarten ersetzt worden.
1949 waren nur noch zwei Bauarten vertreten:
- Die Lenz-Typ x der Halle-Hettstedter Eisenbahn-Gesellschaft wurden als 99 5801 und 5802 bezeichnet,
- die NWE Nr. 1 und 3 der Nordhausen-Wernigeroder Eisenbahn-Gesellschaft erhielten die 99 5803 und 5804.

Alle Lokomotiven wurden zwischen 1960 und 1967 ausgemustert. 